# Deljatyn
Deljatyn (in ucraino Деля́тин?), conosciuta come Diljatyn (in ucraino Діля́тин?) fino al 2 ottobre 1989, è un insediamento urbano nel distretto di Nadvirna nell'Oblast' di Ivano-Frankivs'k in Ucraina. Si trova 101 km a ovest di Černivci e a circa 500 km da Kiev. Insieme a Jaremče e Lančyn fa parte di un piccolo agglomerato urbano che corre lungo la valle del fiume Prut tra i Carpazi. Deljatyn ospita l'amministrazione. La popolazione stimata al 2021 è di 8 276.

## Nome
Deljatyn è anche conosciuta come Delatyn (in polacco e tedesco) e Deliatin (in ungherese).

## Storia
Deljatyn divenne parte della Polonia (insieme alla Rutenia Rossa) nel XV secolo. Nel 1772 fu conquistata dall'impero austro-ungarico insieme alla provincia della Galizia (vedi: Spartizioni della Polonia). Dopo la prima guerra mondiale, la città faceva parte della Seconda Repubblica Polacca, nel Voivodato di Stanisławów. Situato in una zona pittoresca, era un popolare centro termale, con circa 1 000 visitatori all'anno alla fine degli anni '20. Deljatyn fu catturata dall'Armata Rossa nel 1939 (vedi: Campagna polacca di settembre).
Dopo la seconda guerra mondiale, entrò a far parte dell'URSS, e dopo il collasso dell'Unione Sovietica restò entro i confini della nuova Ucraina indipendente. Deljatyn era sede di una significativa comunità ebraica fino all'autunno del 1941.
Gli archivi tedeschi registrano esecuzioni di massa di ebrei nella città, eseguite da un Einsatzgruppe. Tra la fine del 1941 e la primavera del 1942 oltre 5 000 ebrei vennero uccisi nel paese. I restanti 2 000 ebrei furono deportati da Deljatyn al campo di sterminio di Bełżec alla fine del 1942. Secondo gli archivi, a Deljatyn non esisteva un ghetto, anche se secondo un testimone ce n'era uno al centro, circondato da una staccionata.

## Documentario
Il film documentario del 1992 Return to My Shtetl Delatyn descrive i viaggi del regista Willy Lindwer con suo padre Berl Nuchim e sua figlia Michal a Deljatyn per "ripercorrere il percorso che suo padre aveva intrapreso sei decenni prima, scappando dai nazisti e per vedere come la zona e i suoi abitanti erano cambiati".

## Curiosità
La delatinite è una varietà di ambra che si trova a Deliatyn.